# Lin-Manuel Miranda
Lin-Manuel Miranda, född 16 januari 1980 i New York, är en amerikansk skådespelare, dramatiker, kompositör, sångare och filmregissör.

## Biografi
Miranda är bland annat känd för att spela huvudrollen och vara upphovsman till musikalerna Hamilton och In the Heights. Han har även skrivit merparten av musiken till Disneyfilmerna Vaiana (2016) och Encanto (2021) samt Vivo (Sony pictures, 2021). Han har bland annat vunnit ett Pulitzerpris, tre Grammys, en Emmy Award och tre Tony Awards.

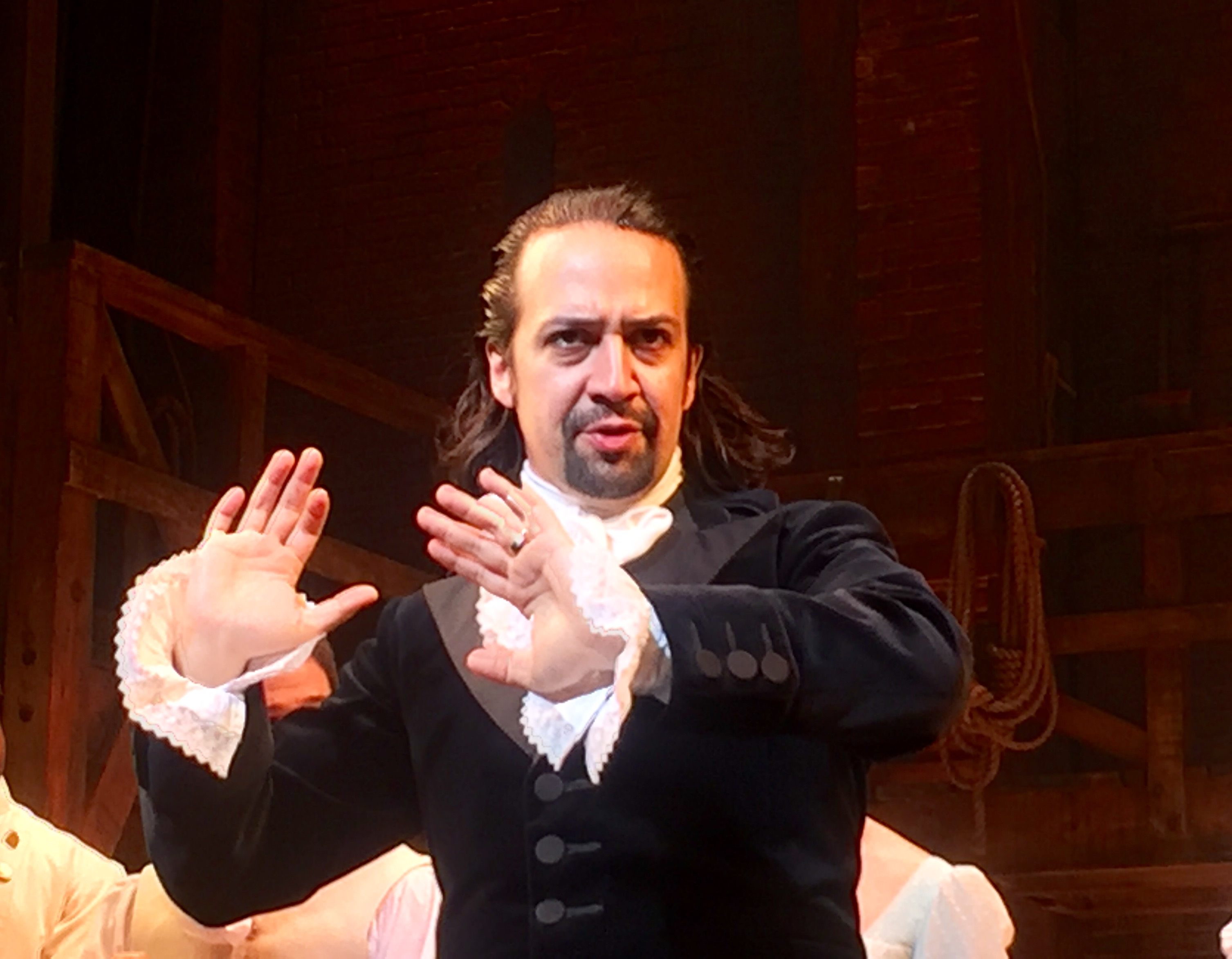
Lin-Manuel Miranda på scen i rollen som Alexander Hamilton 2016.

Hiphop-musikalen Hamilton, som handlar om Alexander Hamilton, hade premiär på Broadway 2015. Miranda fick inspiration till musikalen efter att ha läst historikern Ron Chernows biografi om Hamilton från 2004. Han skrev då en rap om Hamilton som han framförde vid Vita Husets kväll för poesi, musik och spoken word (White House Evening of Poetry, Music, and the Spoken Word) med hjälp av Alex Lacamoire. Kommande år skrev han flera låtar på samma tema vilka kom att kallas Hamilton Mixtape. År 2015 hade musikalen premiär och fick mycket god kritik och gick för fulla hus. Påföljande år nominerades den till rekordmånga Tony Awards, 16 stycken, varav den vann 11.

## Filmografi i urval
- 2009–2010 – House (TV-serie) (skådespelare, 2 avsnitt)
- 2012 – Berättelsen om Timothy Green (skådespelare)
- 2013 – Do No Harm (TV-serie) (skådespelare)
- 2016 – Vaiana (kompositör)
- 2018 – Mary Poppins kommer tillbaka (skådespelare)
- 2019 – His Dark Materials (TV-serie) (skådespelare)

## Teater

### Roller
| År   | Roll    | Produktion                                                                   | Regi        | Teater                       |
| ---- | ------- | ---------------------------------------------------------------------------- | ----------- | ---------------------------- |
| 2019 | Lin-Man | Freestyle Love Supreme Thomas Kail, Lin-Manuel Miranda och Anthony Veneziale | Thomas Kail | Booth Theatre, New York, USA |